# The Tiger's Shadow
The Tiger's Shadow è un serial cinematografico del 1928 diretto da Spencer Gordon Bennet.

## Episodi
1. The Storm Breaks (distribuito il 23 dicembre 1928)
2. The Tiger's Mark (distribuito il 30 dicembre 1928)
3. The Secret Mission (distribuito il 6 gennaio 1929)
4. The Danger Trail (distribuito il 13 gennaio 1929)
5. The Gas Chamber (distribuito il 20 gennaio 1929)
6. Behind the Clock (distribuito il 27 gennaio 1929)
7. The Tiger's Claw (distribuito il 3 febbraio 1929)
8. Prisoners in the Sky (distribuito il 10 febbraio 1929)
9. A Desperate Chance (distribuito il 17 febbraio 1929)
10. The Sky Clears (distribuito il 24 febbraio 1929)